# Thorp Ridges
Thorp Ridges är en bergstopp i Antarktis. Den ligger i Östantarktis. Australien gör anspråk på området. Toppen på Thorp Ridges är 1 182 meter över havet.
Terrängen runt Thorp Ridges är platt. Trakten är obefolkad. Det finns inga samhällen i närheten.